# Криничка (пам'ятка природи, Хорошівський район)
Крини́чка (Суворівська криничка) — гідрологічна пам'ятка природи місцевого значення в Україні. Об'єкт розташований на території Хорошівського району Житомирської області, біля східнох околиці села Старий Бобрик. 
Площа 0,04 га. Статус отриманий у 2000 році. Перебуває у віданні ДП «Волісництволинський лісгосп АПК». 
Статус надано для збереження потужного джерела. Вода чиста, без домішок, виливається самотоком з-під бетонного ковпака. Джерело обладнане. За переказами, біля джерела тривалий час відпочивало військо Суворова. 